# Popelaire de Terloo
Popelaire de Terloo was een Belgische adellijke familie, die naar Chili uitweek en daar uitdoofde.

## Jean-Baptiste Popelaire
Jean-Baptiste Joseph Louis Popelaire de Terloo (Brussel, 31 augustus 1810 - Algiers, 3 januari 1870) was een zoon van Louis-Joseph Popelaire en van Elisabeth Delmotte. In 1838 werd hij erkend in de erfelijke adel, met de persoonlijke titel baron. In 1844 trouwde hij in de Chileense hoofdstad Santiago met Maria Mercedes Fernandez de Ortelano y Valdes (1823-1883). Ze hadden drie zoons, die de Chileense nationaliteit aannamen. 
Baron Popelaire was in zijn tijd een bekend ontdekkingsreiziger. Uit Chili bracht hij naar Brussel een in Bolivia verworven 11de-eeuwse mummie afkomstig uit Peru en die hij aan de precolumbiaanse collectie schonk van de Belgische koninklijke musea. Hij bracht ook nog twee andere mummies naar België. Een daarvan behoorde aan Baudouin de Grunne en stond model voor de mummie in het Kuifje-stripverhaal De zeven kristallen bollen. De eigenaar verkocht de mummie in 2008 aan het dierenpark Paradisio in Cambron-Casteau. Popelaire stuurde ook nog andere objecten als giften naar België, onder meer naar de zoo in Antwerpen en naar het Museum voor Natuurwetenschappen. Aan de Koninklijke Bibliotheek schonk hij munten.
Jean-Baptiste Popelaire de Terloo ontdekte de gekuifde draadkolibrie in het Peruviaanse regenwoud. Deze vogel kreeg de Latijnse naam Discosura Popelairii naar zijn ontdekker.

## Leopold Popelaire de Terloo
Leopold Popelaire de Terloo (1845-1912) trouwde in 1873 in Santiago met Antonieta Marquez de la Plata y Valdes (1842-1906). Ze kregen zes kinderen.

## JoséLuisPopelaire de Terloo
José Luis Popelaire de Terloo (1878-1938), enige van de zes gehuwde kinderen van Léopold, trouwde in 1926 in Santiago met Rachel Rodriguez (°1902). Ze hadden een enige dochter en deze familietak is uitgedoofd.

## Ernest Popelaire de Terloo
Ernest Popelaire de Terloo (1847-1884) trouwde in 1875 in Valparaiso met Filomena Saens Lermanda (1858-1948). Ze kregen vijf kinderen, met nakomelingen vandaag.

## Pétronille Popelaire
Pétronille Jeanne Françoise Popelaire (Brussel, 18 maart 1812 - Sint-Jans-Molenbeek, 7 januari 1851), zus van Jean-Baptiste Popelaire, verkreeg in 1841 persoonlijke erkenning in de adel. Ze trouwde in 1836 met ridder Josse van Male de Ghorain (1803-1886), advocaat in Brussel, met wie ze zes kinderen had, met afstammelingen tot heden. Hij hertrouwde na haar dood met gravin Fanny van der Noot.